# ماریو سوما
ماریو سوما (انگلیسی: Mario Somma؛ زادهٔ ۱۷ سپتامبر ۱۹۶۳) بازیکن فوتبال اهل ایتالیا است.
از باشگاه‌هایی که در آن بازی کرده‌است می‌توان به باشگاه فوتبال جنوآ، باشگاه فوتبال سالرنیتانا، و باشگاه فوتبال آولینو اشاره کرد.